# 陳霸先
陳 霸先（ちん はせん）は、南朝陳の初代皇帝。「梁上の君子」の故事で有名な潁川陳氏の陳寔の末裔を称した。

## 人物

### 風貌
身長は七尺五寸。日角（のように額が隆起しており）龍顔で、手を伸ばせば膝を過ぎた。

## 生涯
呉興郡長城県（現在の浙江省湖州市長興県）の人。祖先は代々潁川郡に居を構えていたが、西晋末期の永嘉の乱の際に南遷。東晋の咸和年間の土断により、正式に長城県が本籍地となる。
南朝梁の軍人として活躍し、太清元年（547年）に交州で反乱を起こした李賁を討って頭角を現した。侯景が反乱を起こした時も、王僧弁と協力して承聖元年（552年）にこれを討っている。これらの功績から征北将軍に任じられた。
承聖3年（554年）に元帝が西魏とその傀儡の後梁の軍により殺害されると、陳霸先は王僧弁と共に敬帝蕭方智を擁立する。だが、その後北斉により閔帝蕭淵明が皇帝として送り込まれると、閔帝を支持する王僧弁と対立し、結局天成元年（555年）には王僧弁を討って閔帝を廃し、自らは敬帝を擁して実権を掌握した。さらにその後、南下してきた北斉の大軍を打ち破るなどして、確実に実力と人望をつけた陳霸先は、太平2年（557年）に敬帝に禅譲を迫り、南朝陳を開いた。敬帝は同年のうちに殺害されている。
だが即位後は、自らが討った王僧弁の残党の反攻に苦しみ、この鎮圧に追われて、国政を磐石なものとすることなく生涯を終えた。

## 妻子
- 正室：銭氏（贈昭皇后）
  - 長男：孝懐太子 陳克
- 皇后：章要児（宣皇后）
  - 四男：衡陽献王 陳昌
- 生母不詳の子女
  - 次男：豫章献王 陳立
  - 三男：長沙思王 陳権
  - 皇女：永世公主 - 銭蕆の妻
  - 皇女：会稽公主 - 沈君理の妻